# Moiano
Moiano è un comune italiano di 3 994 abitanti della provincia di Benevento in Campania.

## Geografia fisica
Il paese è situato alle falde sud occidentali del Monte Taburno, sul fiume Isclero. Il territorio è ricco di cereali, frutta, uve, pascoli e boschi.

## Storia
L'abitato prese nome da un "Fundus Mevianus". Le sue origini, comunque, sono contese con Bonea. Il documento che supporta tale ipotesi è una pergamena del codice di Cava, datato 974. Esso recita testualmente: "loco ubi dicitur Meane trans Boneia". L'ufficialità del Casale è in ogni modo attestata nel 1640 come appartenente, al territorio di Airola. 

Unito sempre al comune di Airola, divenne autonomo nel 1809.

### Simboli
Lo stemma e il gonfalone di Moiano sono stati concessi con decreto del presidente della Repubblica del 20 ottobre 1953.
Le colline di Moiano si caratterizzano per la presenza di estesi boschi di castagno selvatico il cui legno era utilizzato un tempo per la produzione di doghe per le botti.
Il gonfalone è un drappo partito di bianco e di azzurro.

## Monumenti e luoghi d'interesse
Tra i beni architettonici vanno citati la Chiesa Parrocchiale di San Pietro Apostolo, dove si venera la miracolosa Madonna della Libera (di cui il giorno 8 settembre 2014 si è celebrato il 1º centenario dell'incoronazione), con il fonte battesimale di rilevante valore artistico, la Chiesa di San Sebastiano, vero gioiello d'arte, dove si conserva un ciclo di affreschi di Tommaso Giaquinto: concerto degli Angeli, Storie di Mosè, Annuncio ai Pastori, e Cacciata dei Mercanti.
Il comune di Moiano è attraversato da parte dell'acquedotto carolino, che conduce le acque alla Reggia di Caserta, inserito nella lista dei patrimoni dell'umanità dall'UNESCO.

## Società

### Evoluzione demografica
Abitanti censiti

## Amministrazione
Il comune fa parte della Comunità montana del Taburno.